# Acanthoclinus fuscus
Acanthoclinus fuscus is een  straalvinnige vissensoort uit de familie van rifwachters of rondkoppen (Plesiopidae). De wetenschappelijke naam van de soort is voor het eerst geldig gepubliceerd in 1841 door Jenyns.